# Astiphromma consertum
Astiphromma consertum là một loài tò vò trong họ Ichneumonidae.